# Taosi
Taosi (in cinese 陶寺, Táosì) è un sito archeologico della Contea di Xiangfen, nello Shanxi, Cina.

## Descrizione
Si ritiene che Taosi sia appartenuta alla fase tarda della cultura di Longshan nello Shanxi meridionale, nota anche come fase di Taosi (2300 a.C. - 1900 a.C.).
Taosi era circondata da un muro in terra battuta spesso dai 7 ai 10 m.
L'insediamento huaxia crebbe oltre al perimetro della città. Al suo apice, le mura di Taosi racchiudevano una superficie di circa 2 700 000 m2, divenendo così la più vasta città fortificata della Cina preistorica.
Taosi includeva al suo interno anche un osservatorio astronomico, il più antico dell'Asia orientale.
L'insediamento è il più vasto sito di Longshan scoperto nell'area del bacino del Linfen e fu probabilmente un centro regionale.
La necropoli di Taosi conteneva oltre 1 500 sepolture e si estendeva su una superficie di oltre 30 000 m2.
Le sepolture di Taosi erano altamente stratificate (le più stratificate dei siti del Longshan), con i corredi funebri più ricchi concentrati nelle tombe di pochi maschi (nove grandi tombe).
Le tombe più grandi erano poste in stanze separate, possedevano dipinti murali ed avevano grandi nascondigli per i corredi funebri (alcune avevano oltre 200 oggetti, inclusi giade, campane di rame, strumenti musicali di legno e pelle di coccodrillo); le tombe di media dimensione contenevano bare lignee pitturate e oggetti di lusso; la maggior parte delle tombe piccole non contenevano corredi funebri.
In una tomba di Taosi fu trovata anche una singola campana di bronzo.
Alcuni archeologi cinesi ritengono che Taosi fosse il sito di uno stato chiamato Youtang (有唐), che fu conquistato dall'Imperatore Yao, il quale ne fece la sua capitale.
La città collassò a causa di una rivolta contro la classe dominante.
Per contro, gli studiosi occidentali sono propensi a ritenere l'Imperatore Yao una figura mitica.